# Michael Gathy
Michael Gathy is een professionele pokerspeler uit België. Hij won onder meer het $1.000 No Limit Hold'em-toernooi van de World Series of Poker 2012 (goed voor een bedrag van $440.829,-), het $1.000 No Limit Hold'em - Turbo-toernooi van de World Series of Poker 2013 (goed voor $278.613,-) en het $5.000 No Limit Hold'em Six-Handed-toernooi van de World Series of Poker 2016 (goed voor $560.843,-).
Gathy won tot en met november 2021 meer dan $3.134.000 in live pokertoernooien.

## World Series of Poker bracelets
| Jaar        | Toernooi                           | Prijs    |
| ----------- | ---------------------------------- | -------- |
| 2012        | $1.000 No Limit Hold'em            | $440.829 |
| 2013        | $1.000 Turbo No Limit Hold'em      | $278.613 |
| 2016        | $5.000 No Limit Hold'em Six-Handed | $560.843 |
| 2020 Online | $500 The Closer No Limit Hold'em   | $272.504 |